# Allanita

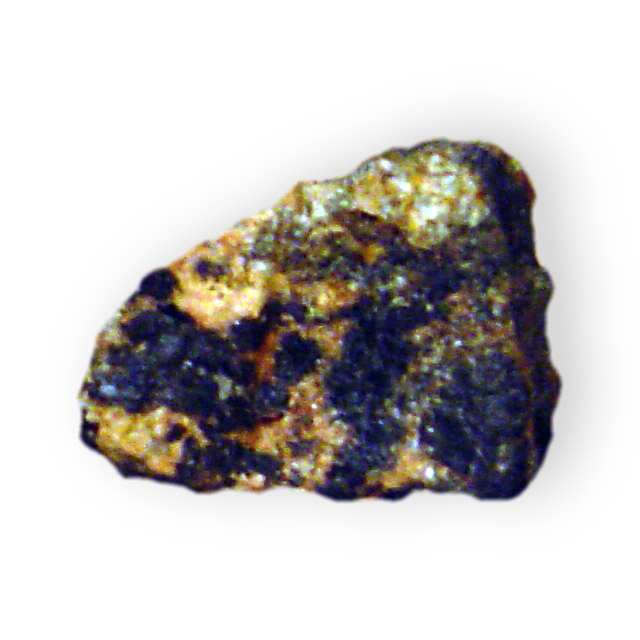
Rocha que apresenta allanita em sua mineralogia.

A allanita (português brasileiro) ou allanite (português europeu) é um mineral da classe 9 (silicatos) segundo a Classificação de Strunz, seu nome, assim como muitos outros minerais, deriva do nome de um mineralogista, nesse caso, o escocês Thomas Allan (1777-1833).
A Allanita-(Ce) pertence ao grupo do epídoto, essa variedade contém o elemento cério e alguns outros elementos terras raras, e é muito mais abundante que a Allanita-(Y).
A Allanita-(Y) é uma variedade rica no elemento ítrio e é muito menos abundante.
Seus cristais podem ser prismáticos ou tabulares, podendo ocorrer também na forma de grãos incrustados em rochas.
Os cristais podem ser translúcidos para opacos, de cores que variam desde o preto, marrom avermelhado e marrom, e seu brilho é considerado vítreo-gorduroso.
A allanita é um mineral acessório habitual em muitas rochas ígneas ou rochas metamórficas, é  ligeiramente radioativa e
costuma associar-se com outros minerais que contenham elementos terras raras.

## Variedades
Por apresentar elementos terras raras em sua composição, a allanita pode ser distinguida em três variedades, reconhecidas pela IMA como três minerais distintos, segundo suas quantidades de cério, lantânio ou ítrio:
- Allanita-(Ce) CaCeFe2+Al2(Si2O7)(SiO4)O(OH)
- Allanita-(La) CaLaAl2Fe2+(Si2O7)(SiO4)O(OH)
- Allanita-(Y) CaYFe2+Al2(Si2O7)(SiO4)O(OH)

### Outras características
- Sistema Cristalino: Monoclínico
- Dureza: 5,5
- Traço: Marrom Acinzentado
- Clivagem: Imperfeita
- Fratura: Conchoidal
- Hábito: Disseminado, maciço
- Classificação de Dana: Silicatos (sorossilicatos)